# Плейнфілд (Індіана)
Плейнфілд (англ. Plainfield) — місто (англ. town) в США, в окрузі Гендрікс штату Індіана. Населення — 34 625 осіб (2020).

## Географія
Плейнфілд розташований за координатами 39°42′5″ пн. ш. 86°22′23″ зх. д. / 39.70139° пн. ш. 86.37306° зх. д. (39.701469, -86.372936).  За даними Бюро перепису населення США в 2010 році місто мало площу 57,97 км², з яких 57,69 км² — суходіл та 0,28 км² — водойми. В 2017 році площа становила 65,22 км², з яких 64,91 км² — суходіл та 0,31 км² — водойми.

## Демографія
Згідно з переписом 2010 року, у місті мешкала 27 631 особа в 9747 домогосподарствах у складі 6756 родин. Густота населення становила 477 осіб/км².  Було 10386 помешкань (179/км²).
Расовий склад населення:
| - 85,2 % — білих - 7,9 % — чорних або афроамериканців - 3,3 % — азіатів - 0,2 % — корінних американців - 1,5 % — осіб інших рас |

До двох чи більше рас належало 1,8 %. Частка іспаномовних становила 4,0 % від усіх жителів.
За віковим діапазоном населення розподілялося таким чином: 24,5 % — особи молодші 18 років, 64,2 % — особи у віці 18—64 років, 11,3 % — особи у віці 65 років та старші. Медіана віку мешканця становила 35,5 року. На 100 осіб жіночої статі у місті припадало 111,7 чоловіків;  на 100 жінок у віці від 18 років та старших — 114,2 чоловіків також старших 18 років.
Середній дохід на одне домашнє господарство  становив 68 754 долари США (медіана — 59 951), а середній дохід на одну сім'ю — 79 721 долар (медіана — 69 350). Медіана доходів становила 52 196 доларів для чоловіків та 36 390 доларів для жінок. За межею бідності перебувало 8,9 % осіб, у тому числі 12,9 % дітей у віці до 18 років та 8,3 % осіб у віці 65 років та старших.
Цивільне працевлаштоване населення становило 13 672 особи. Основні галузі зайнятості: освіта, охорона здоров'я та соціальна допомога — 21,8 %, роздрібна торгівля — 12,4 %, виробництво — 12,2 %.

## Історія
У 1822 році, ділянку землі, яка включала область наразі відому як Плейнфілд, придбав Джеремі Хедлі з округу Пребл, штат Огайо. Десять років по тому він продав її своєму синові Еліасу Хедлі. 1839 року Леві Джессап та Еліас Хедлі заснували місто. Воно отримало свою назву від ранніх «друзів» (квакерів), які селилися навколо області та встановили кілька молитовних будинків по всьому округу, включаючи важливий Western Yearly Meeting of Friends in Plainfield. «Друзі» були «простими» (plain) людьми, тому назва міста Plainfield.

## Галерея

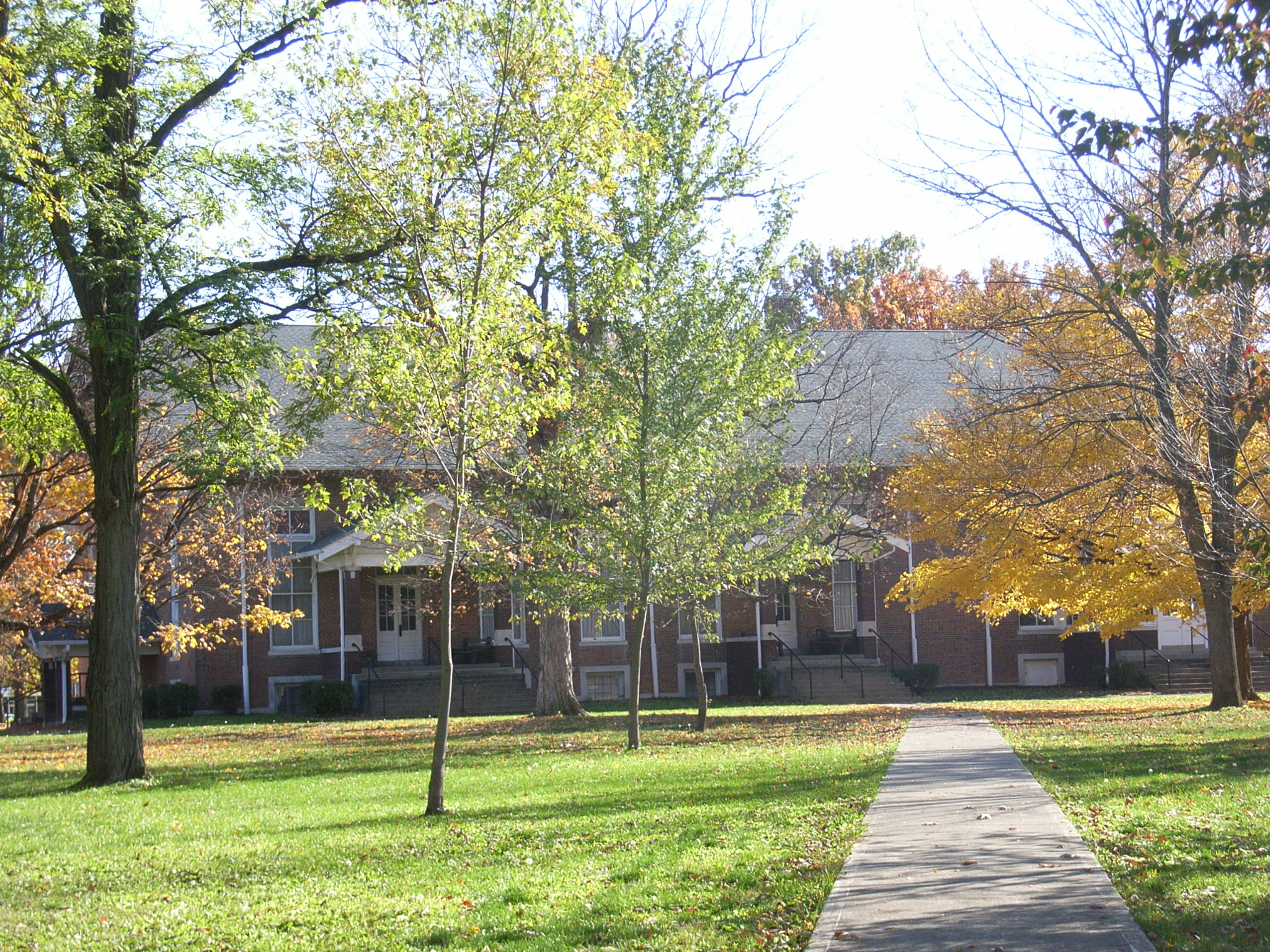
The Plainfield Friends Meeting
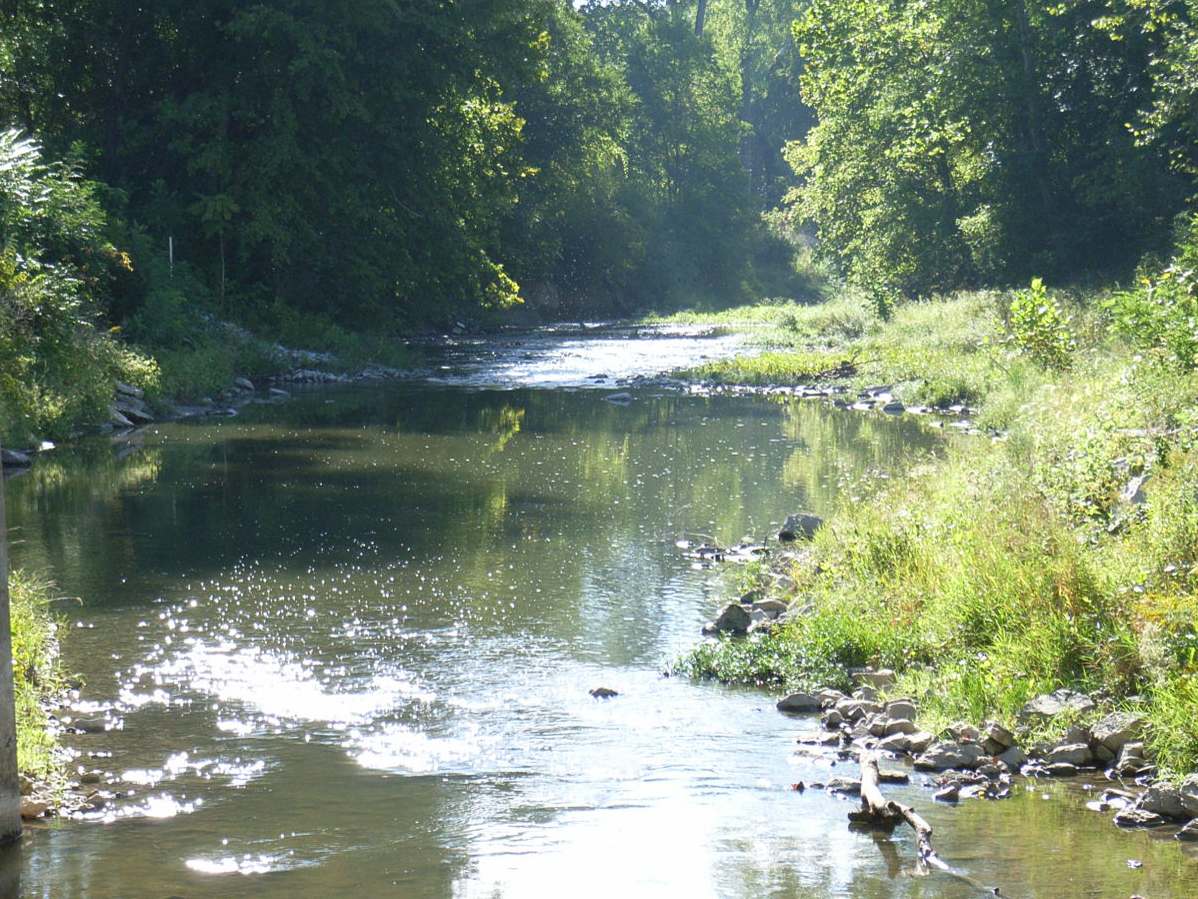
White Lick Creek
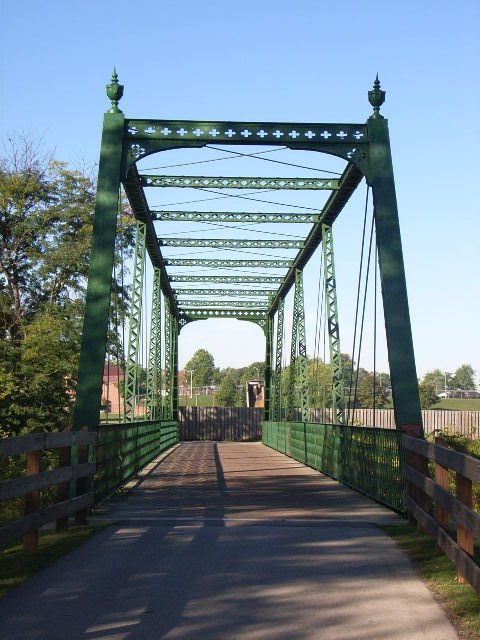
Стара, відновлена зв'язка моста вздовж White Lick Creek Trail